# Reinheim
Reinheim é um município da Alemanha, situado no distrito de Darmstadt-Dieburg, no estado de Hesse. Tem 27,70 km² de área, e sua população em 2019 foi estimada em 16.416 habitantes.